# Koutník zavlečený
Koutník zavlečený (Loxosceles laeta) je pavouk z čeledi koutníkovití (Sicariidae). Vyskytuje se především v Jižní Americe, konkrétně v Chile. Koutník zavlečený patří mezi jedovaté pavouky, kteří jsou pro člověka smrtelně nebezpeční. Známým severoamerickým příbuzným je koutník jedovatý.

## Popis
Koutník zavlečený patří mezi druhy samotářských pavouků, jeho velikost se obvykle pohybuje mezi 8–40 mm (včetně nohou). Stejně jako většina samotářských pavouků je hnědý a na hřbetní straně hrudi má obvykle znaky, z nichž vychází černá linie, která vypadá jako housle, přičemž krk houslí směřuje k zadní části pavouka. Zbarvení se pohybuje od světle hnědého po hnědé a znak houslí nemusí být viditelný. Protože „houslový vzor“ není diagnostický, je pro účely identifikace mnohem důležitější zkoumat počet a rozložení očí. Většina pavouků má osm očí, ale koutníci mají šest očí uspořádaných v párech (dyádách) s jedním středním párem a dvěma postranními páry. 
Koutník zavlečený staví nepravidelné sítě, které často obsahují úkryt složený z neuspořádaných vláken. Na rozdíl od většiny tkalců pavučin tyto sítě v noci opouštějí a vydávají se na lov. Tito pavouci často staví své sítě v dřevěných hromadách a kůlnách, ve skříních, garážích a na dalších místech, která jsou suchá a zpravidla nerušená. Tento pavouk se často vyskytuje v lidských obydlích. Pavouci vydrží dlouho bez potravy i vody, což je vlastnost, která podporuje jejich celosvětové rozšíření.

## Výskyt a stanoviště
Koutník zavlečený pochází z Jižní Ameriky. Je běžný v Chile, ale vyskytuje se i v Peru, Ekvádoru, Argentině, Uruguayi a v jižní a východní Brazílii.
Byl zavlečen do několika oblastí mimo svůj přirozený výskyt, ale v těchto lokalitách se mu nedaří. Je známo, že se usadil v oblasti Los Angeles. Jeho výskyt byl zaznamenán ve Spojených státech (Massachusetts, Florida, Kansas), v Kanadě (Vancouver, Britská Kolumbie) a v Austrálii. Jedna kolonie tohoto pavouka žije v Přírodovědném muzeu v Helsinkách, kam byl pravděpodobně zavlečen prostřednictvím zásilek ovoce v 60. a 70. letech 20. století. Místní školky, předškolní zařízení a školy zde pořádají jednodenní výlety a rodiče jsou na riziko upozorňováni povinnými souhlasy, ačkoli bylo zaznamenáno pouze jedno kousnutí. V roce 2021 byl tento pavouk nalezen také ve třech různých školních budovách ve městě Sandviken ve Švédsku.

## Jed

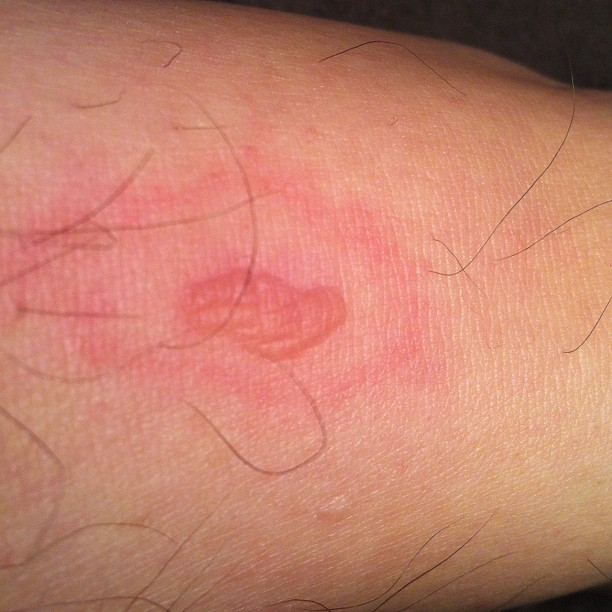
Kousnutí koutníkem zavlečeným

Koutník zavlečený není agresivní a obvykle kousne pouze tehdy, když se přitiskne na lidskou kůži, například při oblékání oděvu. Jed koutníka zavlečeného obsahuje dermonekrotickou látku sfingomyelinázu D, která se jinak vyskytuje pouze u několika málo patogenních bakterií. Podle jedné studie obsahuje jed koutníka zavlečeného spolu s koutníkem Hahnovým řádově více této látky než jed jiných koutníkovitých pavouků, například koutníka jedovatého.

### Příznaky
Kousnutí je velmi bolestivé, je vnímáno jako náhlé bodnutí nebo pálení a obvykle nezůstane bez povšimnutí. Během dvou až osmnácti hodin po kousnutí se v okolí místa kousnutí objevuje stále silnější bolest. Jed způsobuje vážné poškození tkání a může vést až k úmrtí na selhání jater. Síla jedovatého účinku je významně ovlivněna tím, jak dlouho pavouk před kousnutím hladověl (čím déle uplynulo od posledního příjmu potravy, tím je účinek kousnutí jedovatější). Rozsah a závažnost příznaků otravy závisí také na dispozicích postižené osoby; obecně platí, že příznaky jsou obzvláště závažné u dětí.

### Léčba
Jako první pomoc pomáhá přiložení ledového obkladu, protože jed je při vysokých teplotách aktivnější. Aplikace aloe vera může bolest zklidnit a pomoci ji tlumit. Dále je vhodné vyhledat lékařskou pomoc, kdy lékař určí, zda je nutné aplikovat protijed a rozhodne o dalším postupu.